# Paweł Draszba

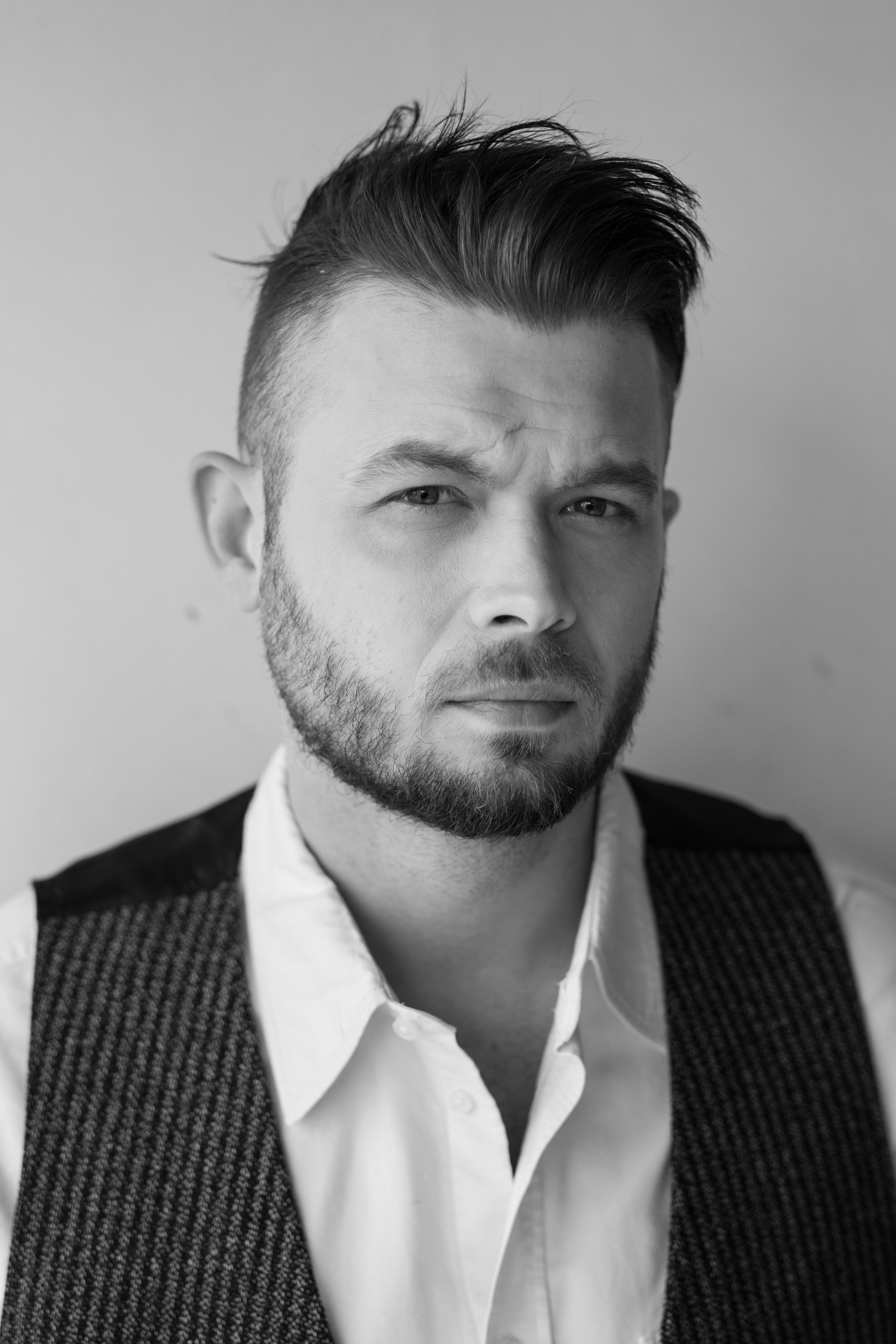
Paweł Draszba (2021)

Paweł Draszba (ur. 24 kwietnia 1989 w Międzyrzeczu) – polski aktor teatralny, musicalowy i filmowy.

## Życiorys
W dzieciństwie występował w Zespole Muzyki Dawnej „Antiquo More”. W 2016 roku ukończył Państwowe Policealne Studium Wokalno-Aktorskie im. Danuty Baduszkowej przy Teatrze Muzycznym w Gdyni. W teatrze zadebiutował w 2013 roku w musicalu „Lalka” w reż. Wojciecha Kościelniaka rolą braci Wysockich. Od 2017 roku związany z Teatrem Muzycznym Roma w Warszawie.

## Filmografia[4]
| Rok  | Tytuł               | Rola                   | Uwagi |
| ---- | ------------------- | ---------------------- | --- |
| 2014 | Chłopi              | Gulbasiak              | Spektakl telewizyjny                                                                                     |
| 2016 | Za murem nic nie ma | Żandarm                | 48 hours film project                                                                                    |
| 2017 | Wojenne dziewczyny  | sprzedawca ryb         | odc. 12                                                                                                  |
| 2019 | Barwy szczęścia     | Marian „Szakal” Wolski | odc. 2160, 2163, 2170, 2173, 2180, 2183, 2184, 2185,2187, 2189, 2193, 2194, 2200, 2207, 2212, 2213, 2251 |
| 2020 | Na sygnale          | Olaf                   | odc. 279                                                                                                 |
| 2022 | Ojciec Mateusz      | Wara                   | odc. 367                                                                                                 |
| 2022 | Na sygnale          | Konrad                 | odc. 402                                                                                                 |
| 2022 | Leśniczówka         | ochroniarz Rożka       | odc. 623, 624, 627, 628                                                                                  |
| 2023 | Na Wspólnej         | Radek Mrowiec          | odc. 3400, 3401, 3407                                                                                    |

## Teatr[3]
| Rok  | Tytuł                        | Rola                                                                                  | Reżyseria            | Teatr                  |
| ---- | ---------------------------- | ------------------------------------------------------------------------------------- | -------------------- | ---------------------- |
| 2012 | „Shrek”                      | zespół wokalny                                                                        | Maciej Korwin        | Teatr Muzyczny w Gdyni |
| 2012 | „Skrzypek na dachu”          | Rosjanin, Pop, Żyd                                                                    | Jerzy Gruza          | Teatr Muzyczny w Gdyni |
| 2013 | „Lalka”                      | Bracia Wysoccy                                                                        | Wojciech Kościelniak | Teatr Muzyczny w Gdyni |
| 2013 | „Chłopi”                     | Gulbasiak                                                                             | Wojciech Kościelniak | Teatr Muzyczny w Gdyni |
| 2015 | „Grease”                     | Eugene                                                                                | Maciej Korwin        | Teatr Muzyczny w Gdyni |
| 2015 | „Ghost”                      | Duch, dubler Sama, dubler Wille’ego                                                   | Tomasz Dutkiewicz    | Teatr Muzyczny w Gdyni |
| 2016 | „Notre dame de Paris”        | Chór                                                                                  | Gilles Maheu         | Teatr Muzyczny w Gdyni |
| 2016 | „Czyż nie dobija się koni?”  | Robert                                                                                | Małgorzata Talarczyk | Teatr Muzyczny w Gdyni |
| 2017 | „Piloci”                     | Pan w kapeluszu                                                                       | Wojciech Kępczyński  | Teatr Muzyczny Roma    |
| 2018 | „Madagascar”                 | Rico, Mariusz Max Golonka                                                             | Jakub Szydłowski     | Teatr Muzyczny w Łodzi |
| 2019 | „Przypadki Robinsona Crusoe” | Ojciec Robinsona, Kapitan, Handlarz niewolników, Tajak, Wódz Ngala – ojciec Piętaszka | Jakub Szydłowski     | Teatr Muzyczny Roma    |
| 2019 | „Aida”                       | Zespół                                                                                | Wojciech Kępczyński  | Teatr Muzyczny Roma    |
| 2021 | „Weitress”                   | Earl                                                                                  | Wojciech Kępczyński  | Teatr Muzyczny Roma    |
| 2023 | „We will rock you”           | Chór                                                                                  | Wojciech Kępczyński  | Teatr Muzyczny Roma    |

## Reklama
Od 2021 występuje w roli Conrada w serii spotów reklamowych marki Continental;
- Continental SportContact 7: SZACH MAT!
- W związku, jak na drodze – Allseason Continental
- Kto jest bobrem Twojego życia? Continental